# Sølager
Sølager är ett tidigare fiskeläge i Halsnæs kommun vid Isefjordens mynning i Kattegatt på Nordvästsjälland. Det har numera vuxit samman med det tidigare fiskeläget Lynæs och med Hundested. 
Sølager har genom färjelinjen Sølager–Kulhuse sommartid förbindelse med nordspeten på Hornsherred söderut över Roskildefjordens mynning. Ruten trafikeras av färjan M/F Columbus. Överfarten tar åtta minuter.

## Bildgalleri

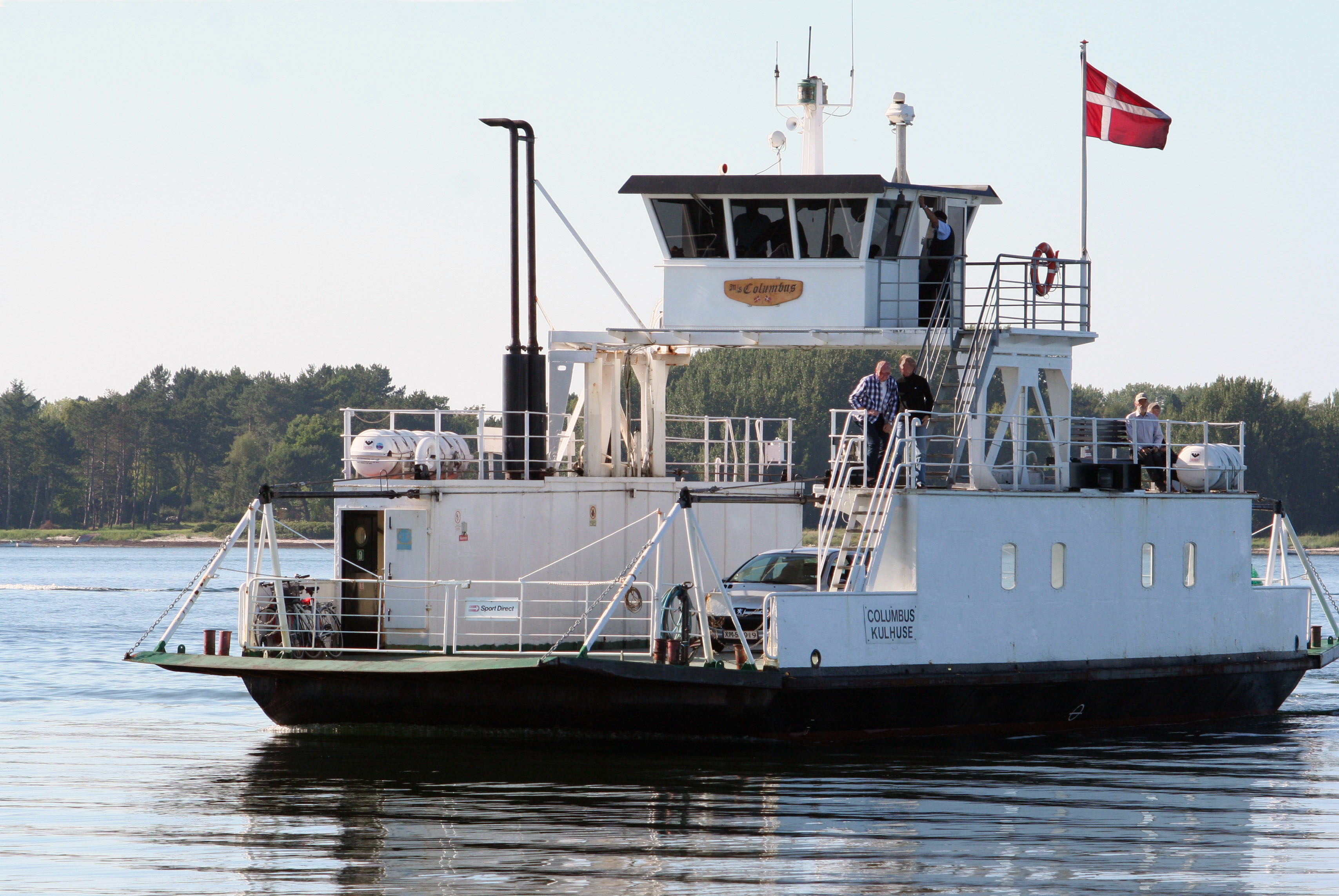
Färjan M/F Columbus mellan Sølager och Kulhuse